# Operação defensiva
Operação defensiva é uma base de equipe de lutas e/ou batalhas, ligadas por uma intenção comum, realizadas por tropas terrestres em condições favoráveis de área adequadamente preparadas em termos de engenharia.